# Olaine (stacja kolejowa)
Olaine – stacja kolejowa w Olaine, w gminie Olaine, na Łotwie. Znajduje się na linii Ryga – Jełgawa.

## Historia
Stacja została otwarta w 1868 roku jako jedna z czterech oryginalnych stacji na tej linii kolejowej. W październiku 1915 roku, wojska niemieckie zajęły stację kolejową Olaine i wybudowały pomiędzy tą stacją a Jełgawą linię normalnotorową, która we wrześniu 1917 roku została przedłużona do Rygi.
Do chwili przybycia armii niemieckiej, budynek dworca został zniszczony. Odrestaurowany został w 1920 roku.
Stacja ma dwa perony oraz 5 torów.

## Linie kolejowe
- Ryga – Jełgawa